# Bombylius atropos
Bombylius atropos är en tvåvingeart som först beskrevs av Carl Peter Thunberg 1789.  Bombylius atropos ingår i släktet Bombylius och familjen svävflugor. Inga underarter finns listade i Catalogue of Life.